# Cap Kamui
 (décembre 2021).
Si vous disposez d'ouvrages ou d'articles de référence ou si vous connaissez des sites web de qualité traitant du thème abordé ici, merci de compléter l'article en donnant les références utiles à sa vérifiabilité et en les liant à la section « Notes et références ».
Le cap Kamui (神威岬, Kamui-misaki) est un cap japonais situé à Shakotan sur la côte nord de l'île de Hokkaidō, au nord de la péninsule de Shakotan.
Le 2 août 1940, un tremblement de terre y a provoqué un tsunami.

## Galerie

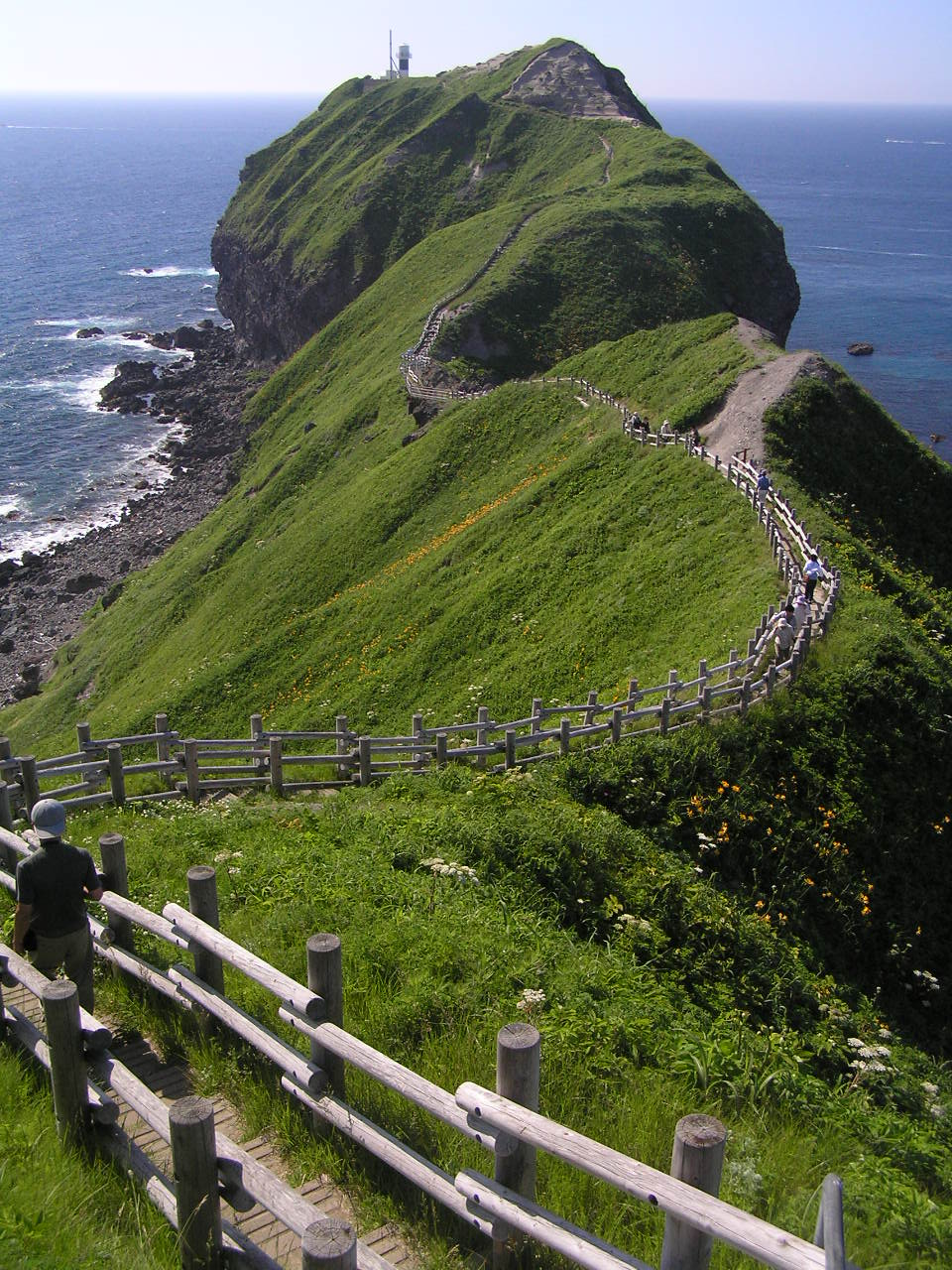
Vue du cap Kamui (2007).